# Гинин, Степан Петрович
Степан Петрович Гинин — советский хозяйственный деятель.

## Биография
Родился в 1925 году в Бердичеве. Член КПСС.
Участник Великой Отечественной войны в составе 89 гвардейского истребительного полка им. Б. Хмельницкого 1-го Украинского фронта. 
После демобилизации — рабочий шелкопрядной фабрики в г. Москве. В 1952 году окончил Московский институт народного хозяйства имени Г. В. Плеханова. Работал начальником отдела снабжения и сбыта стеклозавода имени С. М. Буденного в Гусь-Хрустальном районе.
С 1955 года тридцатитысячник, председатель колхоза имени 16-й годовщины Октября Гусь-Хрустального района.
С апреля 2001 года председатель Совета директоров, с апреля 2009 по 2016 год – генеральный директор ОАО «Агропромышленная фирма «Россия» в деревне Уляхино Гусь-Хрустального района.
Кандидат экономических наук (1972). Награждён орденом Ленина, тремя орденами Трудового Красного Знамени, орденом Отечественной войны I степени.
Почётный гражданин Владимирской области.
Умер в Уляхине в 2018 году.